# Пам'ятки монументального мистецтва Хорольського району
У Хорольському районі Полтавської області нараховується 2 пам'ятки монументального мистецтва.
Інші були демонтовані в рамках декомунізації.
| # | назва                                                                                             | адреса     |
| - | ------------------------------------------------------------------------------------------------- | ---------- |
| 1 | Пам'ятник-бюст І. Ф. Хмарі, який трагічно загинув в Антарктиді, рятуючи експедиційне устаткування | с. Вишняки |
| 2 | Пам'ятник Л. О. Жданову                                                                           | с. Шишаки  |